# A trombitás hattyú
A trombitás hattyú (eredeti cím: The Trumpet of the Swan) 2000-ben bemutatott amerikai 2D-s számítógépes animációs film, amely E. B. White könyve alapján készült. A forgatókönyvet Judy Rothman Rofé írta, az animációs filmet Richard Rich és Terry L. Noss rendezte, a zenéjét Marcus Miller szerezte, a producerei Paul J. Newman és Lin Oliver voltak. A TriStar Pictures forgalmazta.
Amerikában 2001. május 11-én mutatták be. Magyarországon két szinkronos változat is készült belőle, amelyekből az elsőt az HBO-n 2002. július 28-án, a másodikat a Digi Filmen 2014. december 23-án vetítették le a televízióban.

## Szereplők
| Szereplő          | Eredeti hang          | Magyar hang                    | Magyar hang                          |
| Szereplő          | Eredeti hang          | 1. magyar szinkron (HBO, 2002) | 2. magyar szinkron (Digi Film, 2014) |
| ----------------- | --------------------- | ------------------------------ | ------------------------------------ |
| Louie             | Dee Bradley Baker     | Markovics Tamás                | Boldog Gábor                         |
| Sam Beaver        | Sam Gifaldi           | Moser Károly                   | Baráth István                        |
| Serena            | Reese Witherspoon     | Roatis Andrea                  | Hermann Lilla                        |
| Hattyú apuka      | Jason Alexander       | Kassai Károly                  | Szabó Máté                           |
| Hattyú anyuka     | Mary Steenburgen      | Kocsis Mariann                 | Zsigmond Tamara                      |
| Boyd              | Seth Green            | Csőre Gábor                    | Gacsal Ádám                          |
| Mrs. Hammerbotham | Carol Burnett         | Némedi Mari                    | Erdős Borcsa                         |
| Monty             | Joe Mantegna          | Forgács Gábor                  | Kárpáti Levente                      |
| Billie            | Melissa Disney        | Szénási Kata                   | Bogdányi Titanilla                   |
| Ella              | Elizabeth Daily       | Madarász Éva                   | Roatis Andrea                        |
| A.G. Skinner      | Pamela Adlon          | Minárovits Péter               | Berkes Bence                         |
| Sweets            | Gary Anthony Williams | Szokol Péter                   | Galbenisz Tomasz                     |
| Senator           | Corey Burton          | Csuha Lajos                    | Berzsenyi Zoltán                     |
| Maurice           | Steve Vinovich        | Balázsi Gyula                  | Várkonyi András                      |
| Vadőr             | Steve Vinovich        | Albert Péter                   | Bognár Tamás                         |
| Rendőr            | Norman Parker         | Albert Péter                   | Péter Richárd                        |
| Mókus             | David Jeremiah        | Albert Péter                   | Fekete Zoltán                        |
| Sólyom            | David Jeremiah        | Garai Róbert                   | Barabás Kiss Zoltán                  |
| Liba pap          | Jack Angel            | Garai Róbert                   | Cs. Németh Lajos                     |
| Táborvezető       | Michael Winslow       | Megyeri János                  | Horváth Gergely                      |
| Apathy            | Dana Daurey           | Haffner Anikó                  | Sallai Nóra                          |
| Felicity          | Julie Nathanson       | Oláh Orsolya                   | Zakariás Éva                         |
| Bud, a boltos     | Steve Franken         | Szinovál Gyula                 | Szersén Gyula                        |
| Recepciós         | Lee Magnuson          | Szinovál Gyula                 | Markovics Tamás                      |
| Pincér            | Michael Kostroff      | Seder Gábor                    | Kapácsy Miklós                       |
| Fiatal Serena     | Kath Soucie           | Roatis Andrea                  | Hermann Lilla                        |
| Rohammentős       | Kath Soucie           | Némedi Mari                    | Kovács Nóra                          |
| Bemondó           | Kath Soucie           | Madarász Éva                   | Tóth Nikolett                        |

- További magyar hangok (1. magyar szinkronban): Albert Péter, Garai Róbert, Madarász Éva, Némedi Mari, Seder Gábor, Szénási Kata
- További magyar hangok (2. magyar szinkronban): Albert Péter (Manny), Bácskai János, Bozai József (Narrátor), Fazekas István, Fekete Zoltán (Fred), Fellegi Lénárd (Hajós), Juhász Levente (Portás), Ősi Ildikó (Audobon), Papucsek Vilmos (Vadász), Pupos Tímea (Hattyúlány), Rosta Sándor

## Televíziós megjelenések
- 1. magyar szinkron: HBO, RTL Klub
- 2. magyar szinkron: Digi Film